# Омакор
«Омакор» — патентованный лекарственный препарат, смесь этиловых эфиров омега-3 полиненасыщенных жирных кислот (90 %). Содержит эйкозапентаеновую кислоту (ЭПК) и докозагексаеновую кислоту (ДГК), относящиеся к незаменимым (эссенциальным) жирным кислотам, в соотношении 1,2/1. Применяется для нормализации обмена липидов, а также для профилактики повторного инфаркта миокарда. Препарат зарегистрирован в 40 странах, в том числе в Евросоюзе и США, одобрен FDA в качестве лекарственного средства.

## Клинические испытания
Научные работы по препарату Омакор включают два крупных многоцентровых рандомизированных плацебоконтролируемых исследований, проведенных группой GISSI.
1. GISSI-P, 1999 г. На фоне приема Омакора через 3 месяца применения общая смертность достоверно снизилась на 20 %, смертность от фатальных аритмий снизилась достоверно на 45 % через 4 месяца от начала лечения.[4]
2. GISSI-HF, 2008 г. На фоне применения Омакора у пациентов с сердечной недостаточностью отмечалось достоверное снижение смертности на 9 % достоверно и на 14 % у пациентов, которые соблюдали протокол исследования. Снизилась госпитализация по причине аритмий[5].

## Фармакологическое действие
Кислоты Омакора — ЭПК и ДГК встраиваются в ионные каналы (преимущественно натриевые и кальциевые) клеток сердца и блокируют запуск аритмий особенно в ишемизированном миокарде, после инфаркта миокарда, при хронической сердечной недостаточности.
Снижает содержание триглицеридов (в результате снижения концентрации липопротеинов очень низкой плотности, ЛПОНП), влияет на гемостаз (снижая синтез тромбоксана А2 и незначительно повышая время свертываемости крови).
Тормозит синтез триглицеридов в печени (за счет ингибирования этерификации ЭПК и ДГК). Снижению уровня триглицеридов способствует увеличение пероксидом Р окисления жирных кислот (уменьшение количества свободных жирных кислот, необходимых для синтеза триглицеридов).
Повышение липопротеинов высокой плотности (ЛПВП) очень незначительно (значительно меньше, чем после приема фибратов) и не является постоянным.

## Применение
Рекомендован для лечения ИБС (стенокардии) и перенесенного инфаркта миокарда согласно рекомендациям Всероссийского научного общества кардиологов, 2008 и рекомендациям Европейского общества кардиологов, 2005.